# Сабсай Пінхос Володимирович
Пі́нхос Володи́мирович Сабса́й (Петро) (нар. 2 липня 1893, Одеса — пом. 25 липня 1980, Баку), український скульптор, член Спілки художників СРСР, 1942 — лауреат Сталінської премії, 1947 — дійсний член Академії мистецтв СРСР, 1959 — нагороджений орденом Леніна, орденом Трудового Червоного Прапора, 1959 — заслужений діяч мистецтв Азербайджанської РСР, 1973 — народний художник СРСР.

## Життєпис
Відвідував безоплатні студії рисунка при Одеському художньому училищі, 1908 року поступив на скульптурний відділ. На навчання підробляв, декоруючи будови.
1915 року закінчив Одеське художнє училище по першому розряду, поза конкурсом був прийнятий на скульптурне відділення Петербурзької Академії мистецтв — у клас професора О. Т. Матвєєва, згодом Г. Р. Залемана.
У зв'язку з Першою світовою війною призваний на військову службу, демобілізувався в 1917 році.
Повертається в скульптурну майстерню Одеського інституту образотворчих мистецтв. Там починає свою педагогічну діяльність. Вже 1918 року виконав кілька скульптурних портретів Леніна, та монументальний барельєф «Труд» — на фасаді Червоноармійського театру в Одесі.
1922 року повертається до Ленінграда, 1925 закінчив Ленінградську Академію мистецтв, дипломна робота — «Двовимірна композиція»..
З 1926 року проживав у Баку, викладав у місцевому художньому училищі.
З 1928 року викладає в Азербайджанському художньому училищі імені А. Азімзаде.

## Творчий доробок
Його роботи в Баку:
- 1930 — пам'ятник Мірзі Фаталі Ахундову,
- 1932 — 22-метровий барельєф з 55 фігурами «Від фізкультури до праці і оборони» — у Палаці фізкультури в Баку,
- 1933 — ряд барельєфів для фоє Бакинського Робітничого театру,
- 1937 — 12-метровий барельєф «Ударники буріння», присвячений бакинським нафтовикам,
- 1939 — пам'ятник Сергію Кірову, архітектор — Л. А. Ільїн у Парку імені С. М. Кірова (Алея Шахідів у Баку) — Сталінська премія 1942 року,
- 1956 — пам'ятник Леніну в Краснодарі,
- 1957 — пам'ятник Леніну в Баку,
- М. Азізбекову,
- П. Джапарідзе,
- С. Шаумяну, 
також — 1933 — скульптура Мірзи Алекпер Сабіра, Шемаха.

Малював картини:
- 1954 — «Портрет знатного бурового майстра М. П. Каверочкіна»,
- портрет А. С. Пушкіна «Елегія», Серед його учнів — скульптор Міралі Міркасімов.

Похований на Алеї почесного поховання в Баку.